# Мусаев, Садык
Садык Мусаев (узб. Содиқ Мусаев) — советский хозяйственный, государственный и политический деятель, Герой Социалистического Труда.

## Биография
Родился в 1909 году в Оше. Член КПСС с 1938 года.
С 1933 года — на хозяйственной, общественной и политической работе. В 1933—1969 гг. — главный агроном 2-й Ворошиловской машинно-тракторной станции (МТС) в Кургантепинском районе Андижанской области, специальный уполномоченный комитета партийного контроля Узбекистана, ответственный работник Наркомата земледелия Узбекской ССР, начальник сектора продуктовой промышленности, первый секретарь Ахангаранского райкома ВКП(б) в Ташкентской области, первый секретарь Янги-Юльского райкома Компартии Узбекистана, председатель ЦК профсоюза работников сельского хозяйства Узбекской ССР, инструктор ЦК КП Узбекистана.
Указом Президиума Верховного Совета СССР от 11 января 1957 года присвоено звание Героя Социалистического Труда с вручением ордена Ленина и золотой медали «Серп и Молот».
Избирался депутатом Верховного Совета Узбекской ССР 4-го созыва.
Проживал в Ташкенте. Умер после 1970 года.